# Província de Dornod

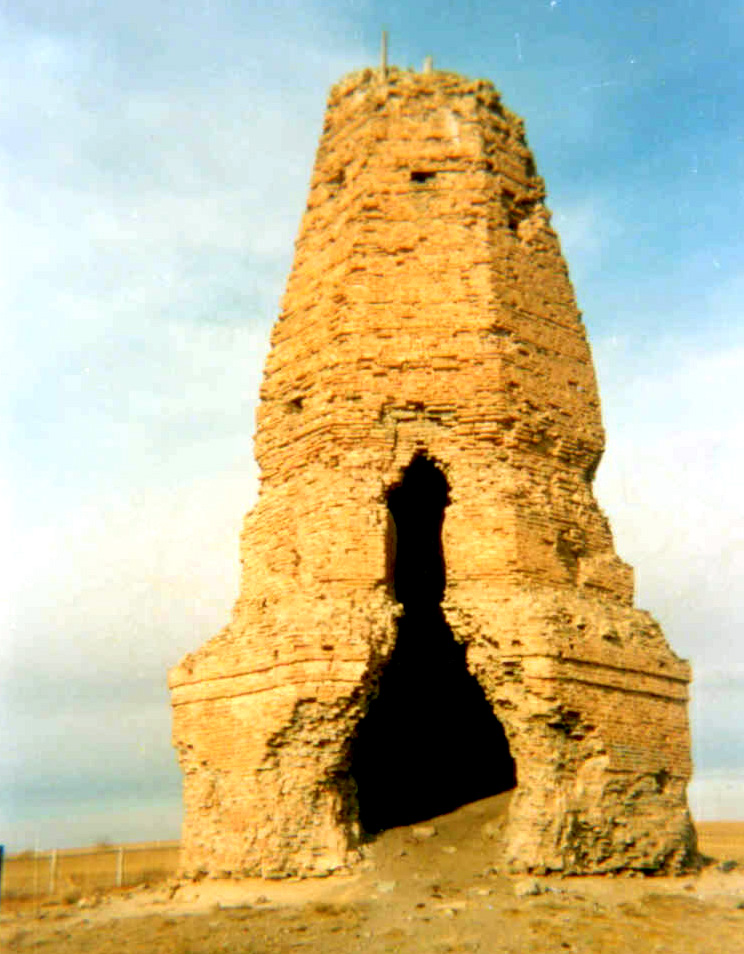
Estupa d'època Kidan, segle X

Dornod (mongol:Дорнод, Est) és l'aimag o província de Mongòlia que es troba més a l'est: la seva capital és la ciutat de Choibalsan.

## Població
L'ètnia khalkha és la majoritària a l'aimag de Dornod però els buriats formen el 22,8% del total de població (17.196 en el cens del 2000) concentrats als sums del nord-est de Dashbalbar, Tsagaan-Ovoo, Bayan-Uul, Bayandun, i la capital Choibalsan. Hi ha altres grups ètnics com els Barga (als sums de Gurvanzagal i Khölönbuir), Uzemchin (grup ètnic present als sums de Sergelen, Bayantümen, Bulgan, Chuluunkhoroot i la ciutat de Choibalsan), Elgrup ètnic khamnigan es troba als sums de (Bayan-Uul i Tsagaan-Ovoo).

## Història
Aquest aimag es va crear la reorganització administrativa de l'any 1941 amb el nom de Choibalsan, en honor del líder comunista Khorloogiin Choibalsan. Anteriorment la capital es deia Bayan Tümen, i també rebé el nom de Choibalsan. L'any 1963, l'aimag va rebre el nom actual de Dornod.

## Transport
L'aeroport de Choibalsan (COQ/ZMCD) té una de les seves pistes pavimentada, té vols regulars amb Ulan Bator.

## Subdivisió administrativa
| Sum                        | En mongol               | Superfície(km²) | Population (2005) | Població (2009) | Densitat (/km²) | Centre del sum població |
| -------------------------- | ----------------------- | --------------- | ----------------- | --------------- | --------------- | ----------------------- |
| Bayandun                   | Баяндун                 | 6,237           | 2,906             | 2,936           | 0.47            | 1,231                   |
| Bayantümen                 | Баянтүмэн               | 8,321           | 1,945             | 2,006           | 0.24            | 840                     |
| Bayan-Uul                  | Баян-Уул                | 5,623           | 4,737             | 4,451           | 0.79            | 2,553                   |
| Bulgan                     | Булган                  | 7,111           | 1,860             | 1,775           | 0.25            | 815                     |
| Choibalsan (sum)           | Чойбалсан               | 10,152          | 2,844             | 2,691           | 0.27            | 1,305                   |
| Chuluunkhoroot (Ereentsav) | Чулуунхороот (Эрээнцав) | 6,539           | 1,518             | 1,609           | 0.25            | 696                     |
| Dashbalbar                 | Дашбалбар               | 8,713           | 3,347             | 3,246           | 0.37            | 1,461                   |
| Gurvanzagal                | Гурванзагал             | 5,252           | 1,386             | 1,338           | 0.25            | 441                     |
| Khalkhgol                  | Халхгол                 | 28,093          | 2,863             | 3,203           | 0.11            | 1,756                   |
| Choibalsan (Sümber) *      | Хэрлэн (Сүмбэр)         | 281             | 40,667            | 40,439          | 143.91          | 40,439                  |
| Khölönbuir                 | Хөлөнбуйр               | 3,773           | 1,847             | 1,776           | 0.47            | 804                     |
| Matad                      | Матад                   | 22,831          | 2,274             | 2,526           | 0.11            | 834                     |
| Sergelen                   | Сэргэлэн                | 4,169           | 2,194             | 2,198           | 0.53            | 577                     |
| Tsagaan-Ovoo               | Цагаан-Овоо             | 6,502           | 3,393             | 3,696           | 0.57            | 1,488                   |

* - capital de l'aimag Choibalsan (Чойбалсан)